# Манесов мост
Ма́несов мост (чеш. Mánesův most) — мост через Влтаву в Праге. Мост получил своё название в честь чешского художника Йо́зефа Ма́неса.
Десятый мост (вниз по течению) из восемнадцати пражских больших и малых мостов. Соединяет Градча́нскую площадь (Hradčanské náměstí) и район Мала́-Стра́на.

## История

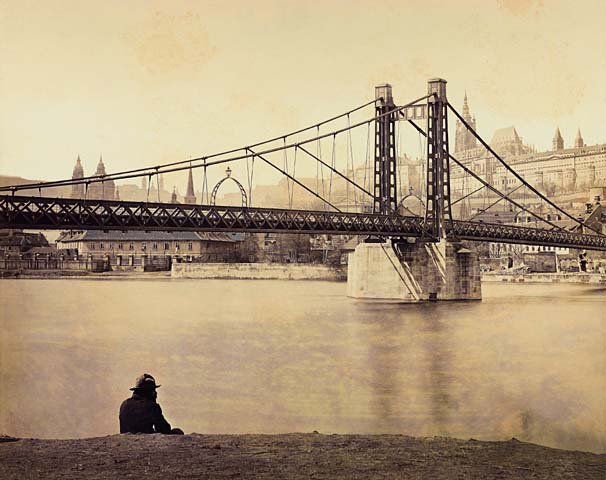
Рудольфова лавка в 1885 году

До 1911 года на месте Манесова моста находилась паромная переправа и построенный в 1869 подвесной пешеходный мост Рудольфова лавка, соединявшие рыбацкий поселок Писек (Písek) и Старе-Место. Мост был построен под руководством инженеров Франтишека Менцла (František Mencl) и Алоиса Новы (Alois Nový) в сотрудничестве с архитектором Мечиславом Петру (Mečislav Petrů)в 1912—1914 годах. Он был открыт в 1914 году, однако полностью завершён во время Первой мировой войны в 1916 году. По замыслу мост должен был называться в честь кронпринца Австрии Рудольфа (до 1918 года Чехия входила в состав Австро-Венгрии), но получил название в честь погибшего незадолго до открытия австрийского эрцгерцога Франца Фердинанда. После образования самостоятельного чешского государства в 1920 году мост переименовали в честь Йозефа Манеса — известного чешского художника (1820—1871).
В боях за Манесов мост 9 мая 1945 погиб советский танкист Иван Гончаренко.

## Конструкция

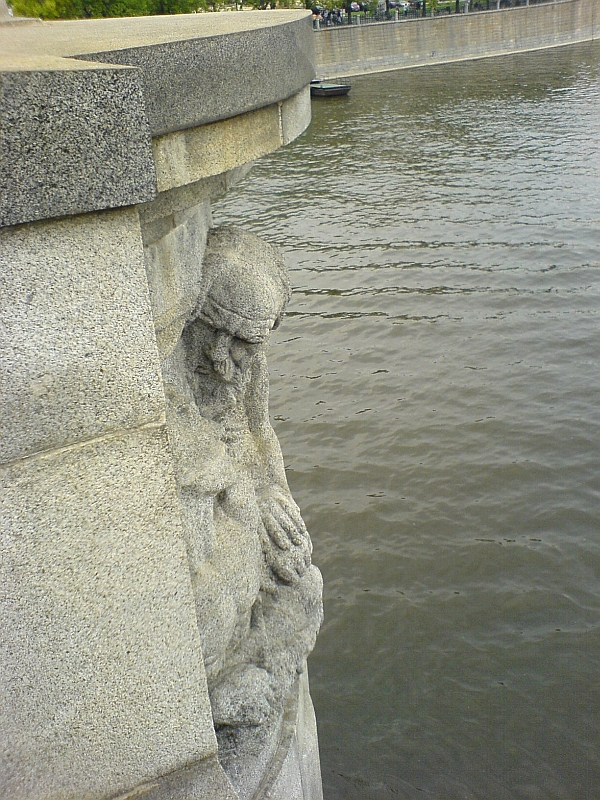
Фриза на мосту

Мост сделан из бетона, частично использовался и железобетон. Длина моста 186,4 м, ширина 15,55 м. Мост имеет 4 пролёта высотой 41 м над уровнем реки. Его опорные балки закреплены прямо в скале. Мост выполнен в современном стиле, с вкраплениями чешского кубизма. На столбах украшен фигурными фризами с мотивами из жизни пловцов и рыбаков. Изначально мост предназначался для движения по нему транспорта, но по прошествии некоторого времени стала остро ощущаться необходимость в пешеходных дорожках. На данный момент мост имеет также трамвайное сообщение. В середине XX века его покрыли асфальтом, однако в ходе реконструкции 1992−94 гг. была восстановлена первоначальная каменная брусчатка.